# Wohn- und Geschäftshaus Bahnhofstraße 45
Das Wohn- und Geschäftshaus Bahnhofstraße 45 im niedersächsischen Nordenham im Landkreis Wesermarsch stammt vom Beginn des 20. Jahrhunderts.

Aktuell (2023) wird es u. a. als Wohnhaus und durch Büroräume genutzt.
Das Gebäude steht unter Denkmalschutz (siehe auch Liste der Baudenkmale in Nordenham).

## Beschreibung
Das zweigeschossige villenartige traufständige verputzte Gebäude auf Sockel mit Jugendstilelementen, mit Satteldach, dem rechten Giebelrisalit mit Schwebegiebel, einer linken Freitreppe vor dem Eingang, den Rahmungen der Fenster, den geschossteilenden Gesimse und den Quadern an den Ecken, wurde um 1905 gebaut.
Das Landesdenkmalamt befand zur Bedeutung: „… geschichtlich, wissenschaftlich, städtebaulich …“